# Technoblade
Technoblade, właśc. Alexander (ur. 1 czerwca 1999, zm. w czerwcu 2022) – amerykański youtuber i osobowość internetowa, znany z filmów i transmisji na żywo gry Minecraft. W maju 2024 jego kanał subskrybowało ponad 16,9 mln osób. Zmarł w czerwcu 2022 na mięsaka.

## Kariera
28 października 2013 założył kanał Technoblade na YouTube. Treści na nim prezentowane opierały się głównie na grze w Minecrafta.

## Życie prywatne
Studiował filologię angielską, jednak nie ukończył studiów. Był ateistą.